# Hymenocephalus
Hymenocephalus é um género botânico pertencente à família Asteraceae.
1. ↑  «Hymenocephalus». www.worldfloraonline.org. Consultado em 4 de julho de 2022